# Wismes
Wismes (Nederlands: Wijme) is een gemeente in het Franse departement Pas-de-Calais (regio Hauts-de-France) en telt 525 inwoners (1999). De plaats maakt deel uit van het arrondissement Sint-Omaars.

## Geografie
De oppervlakte van Wismes bedraagt 11,8 km², de bevolkingsdichtheid is 44,5 inwoners per km².
De onderstaande kaart toont de ligging van Wismes met de belangrijkste infrastructuur en aangrenzende gemeenten.

## Demografie
Onderstaande figuur toont het verloop van het inwonertal (bron: INSEE-tellingen).